# Itagimirim

Itagimirim este un oraș în statul Bahia (BA) din Brazilia.